# バブル (2022年の映画)
『バブル』は、日本のアニメーション映画。監督は荒木哲郎。ワーナー・ブラザース映画の配給で2022年5月13日より全国で劇場公開。2022年4月28日からは劇場公開に先行して、Netflixにより全世界で配信された。

## 概要
荒木哲郎監督がWIT STUDIOとタッグを組んで制作したオリジナルアニメーション。
企画・プロデュースには『君の名は。』『天気の子』などの川村元気、脚本には『魔法少女まどか☆マギカ』などのヒット作を手がけた虚淵玄、キャラクターデザイン原案には『DEATH NOTE』『バクマン。』の漫画家小畑健、音楽には『機動戦士ガンダムUC』『進撃の巨人 』『プロメア』『機動戦士ガンダムNT』といったアニメ作品で知られる澤野弘之と、日本のトップクリエイター陣が名を連ねている。
謎の巨大な泡（バブル）に包まれ降り注ぐ泡で水没し、重力異常で様々なものが浮遊する東京を舞台に、危険な遊び（パルクール）に興じ続けていたひとりの少年と不思議な少女の出会いを、リアル感と幻想的な空間を併せ持つ美しい色彩を背景に新感覚の映像美と圧倒的な躍動感で描いている。
物語のモチーフは『人魚姫』。荒木監督の「近未来廃墟の人魚姫」という企画を受け、脚本の虚淵が「シャボン玉の地球外生命体との恋」という設定を提案し、それを骨格として物語が肉付けされていった。
2022年2月開催の第72回ベルリン国際映画祭ジェネレーション部門へ正式出品。

## あらすじ
ある日、世界中に泡が降った。異常現象が解明されず世界が混乱する中、東京タワーで謎の大爆発が発生。それを機に世界の降泡現象は止まるものの東京は巨大なドーム状の泡に包まれ、その中でのみ泡は降り続け、東京はやがて水没、都市機能を失った。泡は降りやんだものの冠水した東京は立ち入り禁止区域となり、人々は泡の外へ移住せざるをえなくなったが、大爆発に伴う災害で親を失った孤児など一部の事情ある人々が廃墟となった東京に住み着いた。そしていつしか東京バトルクールと呼ばれるパルクールの大会が少年たちにより行われるようになった。
ヒビキも東京バトルクールに参加するチームの一員である。チームメイトとはやや距離をとりつつも実力は充分なため活躍し、それなりにやっている。ある日大会後の祝勝会が行われる中ヒビキは「謎の音」を耳にし、発信源である東京タワーへ向かう。重力磁場が激しく不安定で崩壊寸前のタワーをパルクールで登り、タワーの中間地点まで登りかけたその時、ヒビキはタワーの展望台から外を眺める人影を見つける。が、ヒビキは展望台には達せられず海へ落ち、重力異常で発生した渦（アリ地獄）により水底に引きずり込まれてしまう。激流に流されてきた電車に引っかかり、水面に上がれず溺れるヒビキの目に少女の姿が映る。泡に包まれた少女の足は魚のヒレのように見え、まるで人魚のようだった。突然現れた謎の少女に救われたヒビキは探しにきたシンの船で少女と共にチームの拠点、廃棄船「令洋」に戻った。
謎の少女は当初猫のように四つん這いで走り回ったり、熱湯に手を突っ込んだり、常識を持ち合わせていないかのような行動をし、令洋に身を寄せるメンバーを困惑させるが、ヒビキにウタという名前を付けてもらったり、共同生活をしていったりする中で徐々に普通の少女らしい振る舞いになり、また恐るべきスピードでマコトの蔵書の情報を吸収していく。
パルクールの練習、配達の仕事等いつもの日々を過ごすものの、無垢に真っ直ぐな好意を向けるウタの存在によりヒビキにも変化が表れていた。距離をとっていたチームメイトとも距離が縮まり、ウタに自分の過去の辛い記憶を語ることができるようになったヒビキ。辛い記憶の中に残る不思議な旋律の話をするとウタがその旋律を口にする。自分にしか聞こえていないと思っていたものを共有できる相手を見つけたことでより二人の絆は深まっていった。
高性能ブーツを使用するアンダーテイカ―戦で苦戦をするもののヒビキとウタのコンビネーションで勝利するブルーブレイズ。しかし、その戦いの終盤ヒビキの手を取ったウタの左手は泡となり消え去っていた。ヒビキ救出時にわかっていたことだが、なぜかウタはヒビキに触れると触れたところから泡になってしまうのだった。勝利を喜びヒビキをハグするマコトを見て、ウタは失った左手を隠しつつ目を伏せた。祝勝会で盛り上がる中、ウタが一人ヒビキの秘密の隠れ家に立ち尽くしているとヒビキが現れ、ウタが気に入っていた貝殻をネックレスにしたものをプレゼントし感謝と好意を告げる。直後東京を再び降泡現象が襲う。かつて東京を水没させたのと同様の現象に何が起きているのか察したウタはタワーを目指す。追おうとしたヒビキは泡に阻まれ海に落ち、「令洋」に救助される。空も海も荒れ狂い翻弄される「令洋」の中で、タワーにいるウタを助けに行くために力を貸してほしいというヒビキの願いを受け、ブルーブレイズはチーム一丸となってタワーを目指す。

## 登場人物
ヒビキ
声 - 志尊淳
主人公。幼い頃から周囲の環境音に過敏で、イヤーマフを装着している少年。
ウタの歌声が聞こえる特殊な聴覚を持つ。渋谷を拠点とするパルクールのチーム「ブルーブレイズ」のエース。
ウタ
声 - りりあ。
ヒロイン。ヒビキの前に突然現れ、泡から人間の姿になった少女。
最初は全く喋れなかったが、「人魚姫」を読んだりして、ヒビキとやり取りしているうちに初めて喋った。
不思議な歌声を持っており、その歌声がヒビキに届いたことで親しい間柄となる。
ヒビキと同じチーム「ブルーブレイズ」のメンバーとしても活躍するようになる。
マコト
声 - 広瀬アリス
降泡現象の研究者で、ブルーブレイズのメンバーと行動を共にしている。
シン
声 - 宮野真守
バトルクールの実質的主宰者で、審判役を務める男性。元は世界的なパルクーラーだったが、右足を切断し義足となり引退。
ウサギ
声 - 千本木彩花
ブルーブレイズのメンバー。パルクールの技術はあまり高い方ではなく、ミスも目立つ。
オオサワ
声 - 羽多野渉
イソザキ
声 - 逢坂良太
電気ニンジャ・リーダー
声 - 畠中祐
アンダーテイカー・リーダー
声 - 井上麻里奈
関東マッドロブスター・リーダー
声 - 三木眞一郎
カイ
声 - 梶裕貴
ブルーブレイズのリーダー。船修理が趣味で操縦もできる。

## スタッフ
- 監督 - 荒木哲郎[8]
- 脚本 - 虚淵玄（ニトロプラス）、大樹連司（ニトロプラス）、佐藤直子[8]
- キャラクターデザイン原案 - 小畑健[8]
- 音楽 - 澤野弘之[8]
- キャラクターデザイン・総作画監督 - 門脇聡[8]
- メインアニメーター - 浅野恭司、千葉崇明[8]
- 助監督 - 高橋謙仁、片桐崇[8]
- 美術監督 - 吉原俊一郎[8]
- 撮影監督 - 山田和弘[8]
- CG監督 - 廣住茂徳[8]
- VFXスーパーバイザー - 加藤道哉[8]
- 色彩設計 - 橋本賢[8]
- 編集 - 肥田文[8]
- 音響監督 - 三間雅文[8]
- 音響効果 - 倉橋静男、山谷尚人[8]
- 製作 - 古澤佳寛、和田丈嗣[8]
- 企画・プロデュース - 川村元気[8]
- プロデューサー - 加瀬未来、中武哲也[8]
- アニメーションプロデューサー - 山中一樹、林加都恵[8]
- 音楽プロデューサー - 成川沙世子[8]
- 制作 - WIT STUDIO[8]
- 企画 - STORY inc.[8]
- 配給 - ワーナー・ブラザース映画[8]
- 製作 - 「バブル」製作委員会（STORY、WIT STUDIO、ワーナー・ブラザース映画、ニトロプラス、ローソンエンタテインメント、ストレートエッジ）[8]

## 主題歌
オープニングテーマ
Eve「Bubble feat.Uta」
エンディングテーマ
りりあ。「じゃあね、またね。」

## 漫画
肘原えるぼによるコミカライズが「少年ジャンプ+」（集英社）にて、2022年4月22日より同年5月23日まで連載。全8話。
- 肘原えるぼ（著）・バブル製作委員会（原作） 『バブル』 集英社〈ジャンプ・コミックス〉、全2巻
  1. 2022年5月2日発売[11]、ISBN 978-4-08-883134-3
  2. 2022年6月3日発売[12]、ISBN 978-4-08-883181-7

## 小説
武田綾乃によるノベライズが集英社文庫より刊行された。
- 武田綾乃（著）・バブル製作委員会（原作） 『バブル』 集英社〈集英社文庫〉、2022年4月30日発行（2022年4月21日発売[13]）、ISBN 978-4-08-744376-9